# 阮元墓
阮元墓，位于江苏省扬州市邗江区毓贤街，是中华人民共和国江苏省文物保护单位之一。
2002年10月22日，授予江苏省文物保护单位，是清朝阮元的墓葬。